# José Luis Granados
Pour les articles homonymes, voir Granados.
José Luis Granados Asprilla est un footballeur international vénézuélien né le 22 octobre 1986 à Valera. Il évolue actuellement au poste de défenseur au Real Esppor Club.

## Palmarès
- Deportivo Táchira FC
  - Vainqueur du Championnat du Venezuela en 2008.